# Moira Forjaz
Moira Forjaz (Bulawayo,1942), é uma fotógrafa do Zimbabwe. Fez parte do grupo que fundou a Associação Moçambicana de Fotografia e foi a primeira mulher a dirigir um filme no INC (Instituto Nacional de Cinema de Moçambique).

## Percurso
Moira Forjaz nasceu em 1942, em Bulawayo no Zimbabwe.
Estudou na África do Sul, na Escola de Artes e Desenho de Joanesburgo, onde se formou em Artes Gráficas. É lá que começa a trabalhar como fotojornalista na década de 60, colaborando com outros fotógrafos, nomeadamente D. Goldblatt e S. Hastki.

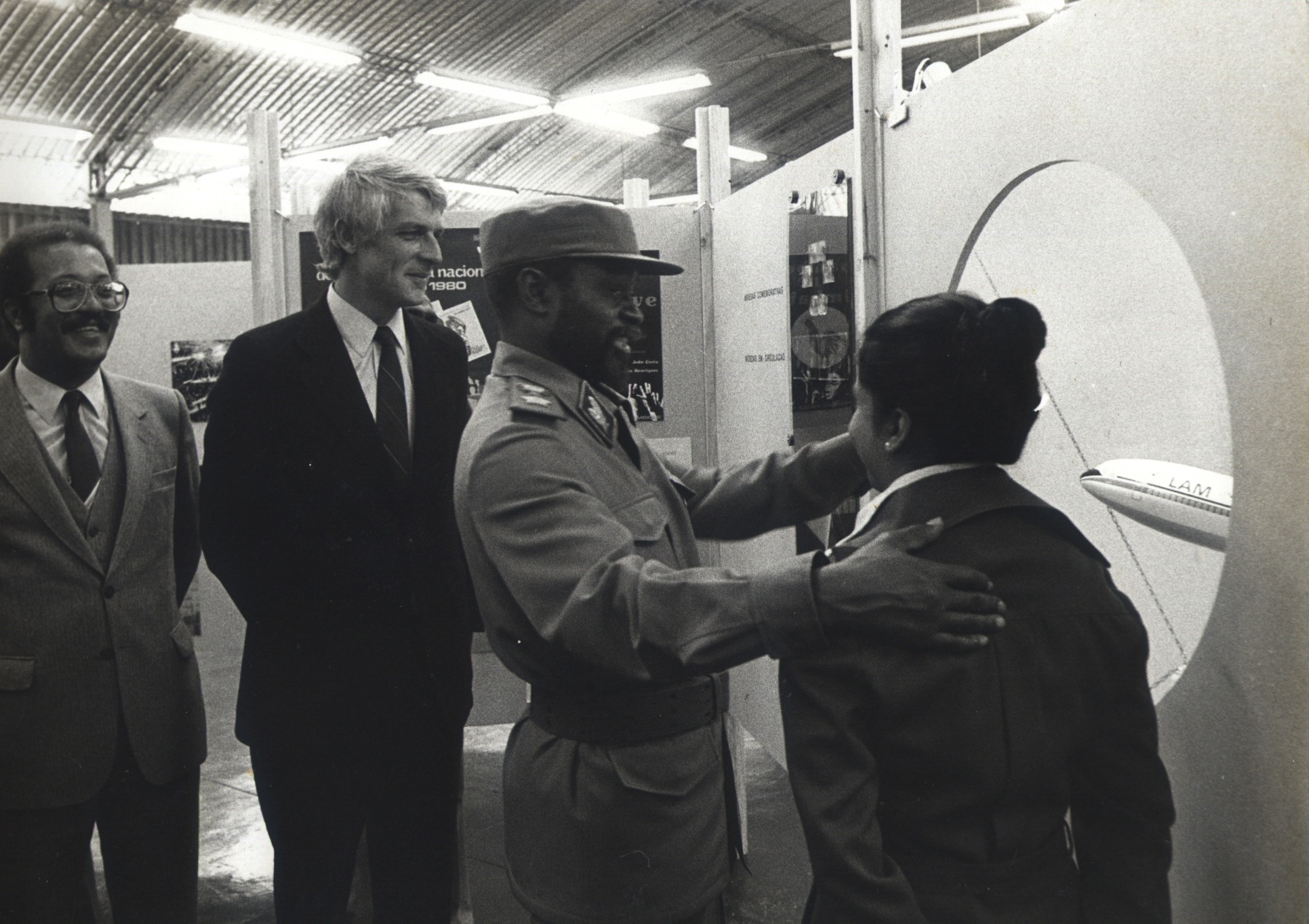
Samora Machel e José Forjaz na FACIM fotografados por Moira Forjaz

Casa-se com o arquitecto José Forjaz e em 1975, vai para Moçambique, onde torna-se num dos principais nomes da fotografia moçambicana ao lado de figuras como Ricardo Rangel, Rui Assubuji, entre outros. Assiste à revolução e fotografa e filma a realidade que a rodeia, tornando-se numa das fotógrafas oficiais de Samora Machel.
Trabalha com os realizadores José Fonseca e Costa e Rui Guerra e torna-se na primeira mulher a dirigir um filme no Instituto Nacional de Cinema de Moçambique.
Na década de 80, é um dos membros fundadores a Associação de Fotografia Moçambicana. No final da década, vai para Portugal e funda em Lisboa, a galeria Moira.
Moira Forjaz foi directora do Festival de Música Clássica de Viana do Castelo. Foi também directora (2005 a 2012) do Festival Internacional de Música de Maputo.
Em 2012 decidiu ir viver na Ilha de Moçambique.

## Obra Seleccionada
Através da fotografia e do cinema Moira Forjaz, aborda questões tanto politicas como sociais, culturais e económicas.
Fotografia
1984 - Moçambique A Terra e os Homens, editado pela Associação Moçambicana de Fotografia 
1983 - Images of a revolution: mural art in Mozambique, textos de Albie Sachs, editado por Zimbabwe Pub. House,  ISBN 0949932485 
1983 - Muipiti: ilha de Moçambique, com textos de Amélia Muge, editado pela Imprensa Nacional-Casa da Moeda 
1983 - Black Gold: The Mozambican Miner, Proletarian and Peasant, de Ruth First, editado pela St. Martin's Press 
2016 - Mozambique 1975/1985, editado por Fanele, ISBN 9781928232179 
2018 - The Islanders, editado por Jacana Media, ISBN 9781928232681 

Filmografia
1980 - A Televisão nos Bairros 
1981 - Música, Moçambique!  (assistente de realização) 
1981 - Mineiro moçambicano 
1981 - Um dia em uma aldeia comunal 

## Prémios e Reconhecimento
A curta Um dia em uma aldeia comunal ganhou o primeiro prémio no festival de Leipzig.

## Ligações Externas
- Entrevista para a CNBC Africa
- Inauguração da exposição "Moçambique: 1975-1985" de Moira Forjaz
- Vasco Ribeiro conversa com Alfredo Cunha, Moira Forjaz e Manuel Santos Maia ( Espaço Mira)
- Stories need to be told by people, not historians